# District de Viseu
Le district de Viseu est un district du Portugal.
Sa superficie est de 5 011,67 km2, ce qui en fait le 9e du pays pour ce qui est de la superficie. Sa population est de 395 202 habitants (2004).
Sa capitale est la ville éponyme de Viseu.

## Géographie
Le district de Viseu est limitrophe :
- au nord, du district de Vila Real,
- au nord-est, du district de Bragance,
- à l'est, de district de Guarda,
- au sud, du district de Coimbra,
- à l'ouest, du district d'Aveiro,
- au nord-ouest, du district de Porto.

## Composition du district
Le district de Viseu comprend 24 municipalités :
| Nom du district       | Superficie km² | Population (2004) | Densité hab./km² |
| --------------------- | -------------- | ----------------- | ---------------- |
| Armamar               | +0112,24       | +007 318,         | +0062,2          |
| Carregal do Sal       | +0113,8        | +010 555,         | +0092,75         |
| Castro Daire          | +0376,25       | +016 846,         | +0044,77         |
| Cinfães               | +0241,71       | +021 318,         | +0088,2          |
| Lamego                | +0166,71       | +027 054,         | +0162,28         |
| Mangualde             | +0220,72       | +021 158,         | +0095,86         |
| Moimenta da Beira     | +0219,75       | +011 053,         | +0050,3          |
| Mortágua              | +0248,59       | +010 365,         | +0041,7          |
| Nelas                 | +0127,82       | +014 504,         | +0113,47         |
| Oliveira de Frades    | +0147,45       | +010 597,         | +0071,87         |
| Penalva do Castelo    | +0135,93       | +008 768,         | +0064,5          |
| Penedono              | +0132,7        | +003 378,         | +0025,46         |
| Resende               | +0122,71       | +011 978,         | +0097,61         |
| Santa Comba Dão       | +0112,54       | +012 393,         | +0110,12         |
| São João da Pesqueira | +0267,56       | +008 367,         | +0031,27         |
| São Pedro do Sul      | +0348,68       | +019 215,         | +0055,11         |
| Sátão                 | +0198,4        | +013 419,         | +0067,64         |
| Sernancelhe           | +0231,42       | +006 150,         | +0026,58         |
| Tabuaço               | +0135,72       | +006 501,         | +0047,9          |
| Tarouca               | +0101,5        | +008 303,         | +0081,8          |
| Tondela               | +0373,25       | +031 026,         | +0083,12         |
| Vila Nova de Paiva    | +0177,37       | +006 319,         | +0035,63         |
| Viseu                 | +0507,2        | +096 810,         | +0190,87         |
| Vouzela               | +0191,65       | +011 807,         | +0061,61         |
| ~ Ensemble ~          | +5 011,67      | +395 202,         | +0078,86         |

## Régions et sous-régions statistiques
Les municipalités se répartissent entre deux régions et trois sous-régions :
| Région Nord - Douro : - Armamar - Lamego - Moimenta da Beira - Penedono - São João da Pesqueira - Sernancelhe - Tabuaço - Tarouca - Tâmega - Cinfães - Resende | Région Centre - Dão-Lafões - Carregal do Sal - Castro Daire - Mangualde - Mortágua - Nelas - Oliveira de Frades - Penalva do Castelo - Santa Comba Dão - São Pedro do Sul - Sátão - Tondela - Vila Nova de Paiva - Viseu - Vouzela |

## Démographie
Environ un quart de la population du district est concentré dans la municipalité de Viseu, qui en est le chef-lieu.